# 下
下, « dessous », « descendre », est un idéogramme composé de 3 traits et fondé sur 一. Il est utilisé en tant que sinogramme et kanji japonais. Il fait partie des kyôiku kanji et est étudié en 1re année.
Son Unicode est 4E0B.
En chinois, il se lit xià en pinyin.
En japonais, il se lit カ (ka) ou ゲ (ge) en lecture on et もと (moto) ou した (shita) en lecture kun.

## Utilisation
En japonais
- 下駄 : geta
- 下着 : sous-vêtement
- 靴下 : chaussette